# Pino Puglisi
(Papa Francesco ricorda Pino Puglisi il 26 maggio 2013)
Don Giuseppe Puglisi, detto Pino (Palermo, 15 settembre 1937 – Palermo, 15 settembre 1993), è stato un presbitero, educatore e insegnante italiano, ucciso da Cosa nostra nel giorno del suo 56º compleanno a causa del suo impegno evangelico e sociale.
Il 25 maggio 2013, sul prato del Foro Italico di Palermo, davanti a una folla di circa centomila fedeli, è stato proclamato beato. La celebrazione è stata presieduta dal cardinale Paolo Romeo, arcivescovo di Palermo, mentre a leggere la lettera apostolica di beatificazione è stato l'arcivescovo emerito Salvatore De Giorgi, delegato da papa Francesco. È la prima vittima di mafia riconosciuta come martire della Chiesa.

## Biografia

### L'infanzia e l'adolescenza

A destra un giovanissimo Pino Puglisi con il cardinale Ernesto Ruffini

Giuseppe Puglisi nacque il 15 settembre 1937 a Brancaccio, quartiere periferico di Palermo, cortile Faraone, da una famiglia modesta; il padre Carmelo era un calzolaio e la madre Giuseppa Fana era una sarta. Nel 1953, a 16 anni, entrò nel seminario arcivescovile di Palermo.

### Attività sacerdotale
Il 2 luglio 1960, all'età di 22 anni, fu ordinato presbitero dall'allora arcivescovo di Palermo, il cardinale Ernesto Ruffini. Nel 1961 fu nominato vicario cooperatore presso la parrocchia del Santissimo Salvatore nella borgata di Settecannoli, limitrofa a Brancaccio, e successivamente rettore della chiesa di San Giovanni dei Lebbrosi. Nel 1963 fu nominato cappellano presso l'orfanotrofio Roosevelt e vicario presso la parrocchia Maria Santissima Assunta a Valdesi, borgata marinara di Palermo. Fu in questi anni che padre Puglisi cominciò a maturare la sua attività educativa rivolta particolarmente ai giovani.
Il 1º ottobre 1970 venne nominato parroco a Godrano, paese della provincia palermitana che in quegli anni era interessato da una feroce lotta tra due famiglie mafiose; l'opera di evangelizzazione del prete riuscì a far riconciliare le due famiglie. Rimase parroco a Godrano fino al 31 luglio 1978. Dal 1978 al 1990 ricoprì diversi incarichi: pro-rettore del seminario minore di Palermo, direttore del Centro diocesano vocazioni, responsabile del Centro regionale Vocazioni e membro del Consiglio nazionale, docente di matematica e di religione presso varie scuole, animatore presso diverse realtà e movimenti tra i quali l'Azione Cattolica e la FUCI.
Il 29 settembre 1990 venne nominato parroco della chiesa di San Gaetano, nel quartiere Brancaccio di Palermo, in cui la criminalità organizzata esercitava il proprio controllo tramite i fratelli Graviano, legati a Totò Riina e Leoluca Bagarella: qui incominciò la lotta antimafia di padre Pino Puglisi.
Egli non tentava di riportare sulla giusta via coloro che erano già entrati nel vortice della mafia, ma cercava di non farvi entrare i giovani che vivevano in un clima sociale e culturale che poteva portarli a considerare i mafiosi degli idoli e delle persone meritevoli di rispetto e fiducia. Il sacerdote, infatti, attraverso attività e giochi, desiderava far capire che si può ottenere rispetto dagli altri semplicemente per le proprie idee e i propri valori, in onestà e nel pieno rispetto della legge. Si rivolgeva spesso esplicitamente ai mafiosi durante le sue omelie, a volte anche sul sagrato della chiesa.
Don Puglisi riuscì a prendere sotto la propria protezione ragazzi e bambini che, senza il suo aiuto, sarebbero stati inevitabilmente risucchiati dal mondo mafioso. Il suo togliere giovani alla mafia fu la principale causa dell'ostilità dei boss, che lo consideravano un ostacolo e decisero di ucciderlo, dopo una lunga serie di minacce di morte di cui don Pino non parlò mai con nessuno e che non lo portarono a desistere dai suoi scopi. Nel 1992 venne nominato direttore spirituale presso il seminario arcivescovile di Palermo. Il 29 gennaio 1993 inaugurò a Brancaccio il centro Padre Nostro per la promozione umana e l’evangelizzazione.

#### Insegnamento scolastico
La grande passione educativa di don Pino Puglisi lo portò ad assumere, accanto ai compiti sacerdotali, degli incarichi come insegnante in molte scuole siciliane. Il suo impegno dietro la cattedra si protrasse per oltre trent'anni, fino al giorno della morte. Le principali tappe di questo percorso incominciarono all'Istituto professionale Luigi Einaudi (1962-63 e 1964-66). Successivamente insegnò nei seguenti istituti: scuola media Archimede (1963-64 e 1966-72), scuola media di Villafrati (1970-75) e sezione staccata di Godrano (1975-77), istituto magistrale Santa Macrina delle Suore basiliane italo-albanesi (1976-79) e infine liceo classico Vittorio Emanuele II (1978-93).

#### L'assassinio
Il 15 settembre 1993, giorno del suo 56º compleanno, intorno alle 20:40 venne ucciso davanti al portone di casa, a Brancaccio, in piazzale Anita Garibaldi, traversa di viale dei Picciotti nella zona est di Palermo. Sulla base delle ricostruzioni, l'assassinio venne condotto con uno stile tipico delle esecuzioni mafiose: don Pino era arrivato a bordo della sua Fiat Uno di colore bianco e, sceso dall'automobile, si era avvicinato all'ingresso della sua abitazione, quando qualcuno lo chiamò e lui si voltò, mentre qualcun altro gli scivolò alle spalle e gli sparò un colpo di pistola alla nuca, uccidendolo all'istante. I funerali si svolsero il 17 settembre.

#### Le indagini e i processi
Il 19 giugno 1997 venne arrestato a Palermo il mafioso Salvatore Grigoli, accusato di aver ucciso don Pino Puglisi. Grigoli era insieme a un altro killer, Gaspare Spatuzza; dopo l'arresto, sia Grigoli sia Spatuzza sembrarono intraprendere un cammino di pentimento, conversione e collaborazione con la giustizia. Lo stesso Grigoli confessò 46 omicidi, compreso quello di padre Puglisi, riguardo al quale disse di essere stato lui ad esplodere il colpo fatale mentre Spatuzza rubava il borsello a Puglisi e gli gridava "Padre, questa è una rapina!", minaccia di fronte alla quale il prete sorrise e rispose con un criptico "Me lo aspettavo", e spiegò anche come, in origine, il rigido codice d'onore mafioso imponesse di non fare del male ai sacerdoti, in quanto storicamente la Chiesa cattolica non si era mai schierata contro Cosa nostra.
Mandanti dell'omicidio furono i capimafia Filippo e Giuseppe Graviano, arrestati il 26 gennaio 1994. Giuseppe Graviano venne condannato all'ergastolo per l'uccisione di don Puglisi il 5 ottobre 1999. Il fratello Filippo, dopo l'assoluzione in primo grado, venne condannato in appello all'ergastolo il 19 febbraio 2001. Furono condannati all'ergastolo dalla Corte d'assise di Palermo anche Luigi Giacalone, Cosimo Lo Nigro e Gaspare Spatuzza, gli altri componenti del commando che aspettò sotto casa il prete, mentre Salvatore Grigoli fu condannato a 16 anni. Sulla tomba di Puglisi, nel cimitero di Sant'Orsola a Palermo, sono scolpite le parole del Vangelo di Giovanni: "Nessuno ha un amore più grande di questo: dare la vita per i propri amici" (Gv 15,13). Il 2 giugno 2003 qualcuno murò il portone del centro "Padre Nostro" con dei calcinacci, lasciando gli attrezzi vicino alla porta.

## Memoria e causa di beatificazione
Don Giuseppe Puglisi è ricordato ogni anno il 21 marzo nella Giornata della Memoria e dell'Impegno di Libera, la rete di associazioni contro le mafie, che in questa data legge il lungo elenco dei nomi delle vittime di mafia e fenomeni mafiosi. I Gang gli hanno dedicato la canzone Il testimone, contenuta nell'album Fuori dal controllo. Il 15 settembre 1999 l'allora arcivescovo di Palermo, il cardinale Salvatore De Giorgi, aprì ufficialmente la causa di beatificazione proclamandolo Servo di Dio.

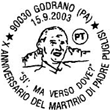
Annullo Speciale - Godrano

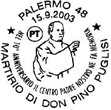
Annullo Speciale - Palermo 48

Il 15 settembre 2003, per la commemorazione del decimo anniversario del martirio di don Pino Puglisi, le poste italiane hanno concesso due annulli speciali all'ufficio postale di Godrano e all'ufficio postale Palermo 48. Quest'ultimo porta il ricordo del centro Padre Nostro, mentre quello godranese riporta la frase "Sì, ma verso dove?", motto preferito da padre Pino. A don Pino sono intitolate diverse scuole, una delle quali a Palermo, e il premio letterario "Ricordare Padre Pino Puglisi" istituito nel 2011 dal Centro Padre Nostro fondato da don Pino Puglisi il 16 luglio 1991.
Il 28 giugno 2012 papa Benedetto XVI, durante un'udienza con il cardinale Angelo Amato, prefetto della Congregazione delle Cause dei Santi, ha concesso la promulgazione del decreto di beatificazione per il martirio in odium fidei. Il 15 settembre dello stesso anno, il cardinale Paolo Romeo, arcivescovo di Palermo, ha reso nota la data della cerimonia di beatificazione di padre Pino Puglisi, di fatto avvenuta il 25 maggio 2013.
La notizia è stata data al termine della celebrazione eucaristica in occasione del XIX anniversario del martirio; durante la stessa è stata conferita l'ordinazione sacerdotale a quattro nuovi presbiteri della diocesi, ai quali l'arcivescovo ha rivolto l'invito a guardare a padre Puglisi come modello di vita sacerdotale, sottolineando che ricevevano il sacramento dell'ordine sacro proprio nell'anniversario del suo martirio. Nel successivo mese di ottobre, lo stesso prelato ha firmato il decreto che autorizza la traslazione del corpo di don Pino Puglisi dal cimitero di Sant'Orsola alla cattedrale di Palermo.

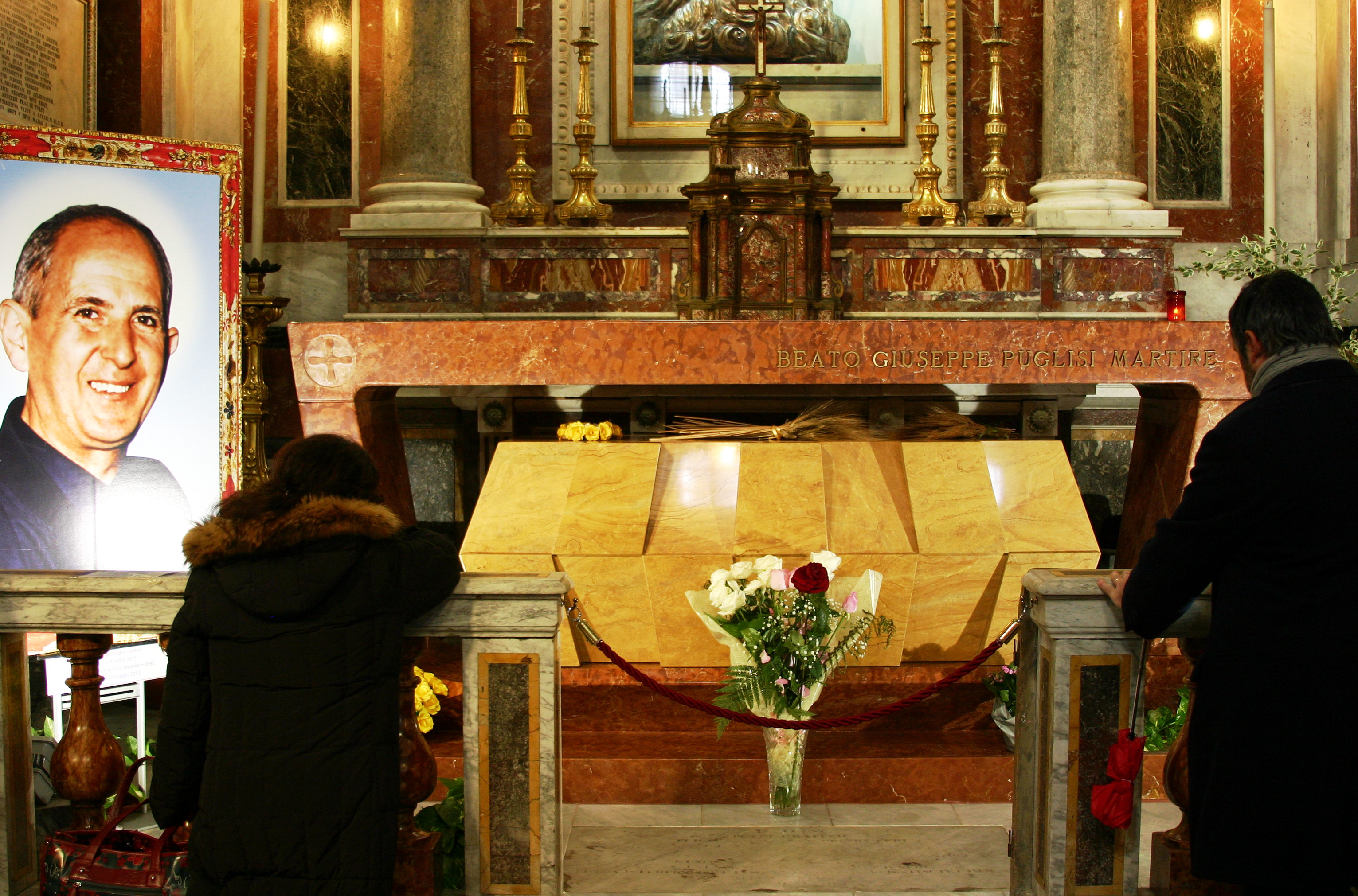
Tomba e foto del Beato Pino Puglisi nella Cattedrale di Palermo

La traslazione è avvenuta il 15 aprile 2013, dopo la ricognizione canonica della salma effettuata alla presenza del vescovo ausiliare di Palermo mons. Carmelo Cuttitta, durante la quale è stata prelevata parte di una costola, poi usata e venerata come reliquia durante il rito di beatificazione. Le spoglie sono state collocate ai piedi dell'altare nella cappella dell'Immacolata Concezione, in un monumento funebre che ricorda una spiga di grano (questo temporaneamente, perché proprio sui terreni di Brancaccio confiscati alla mafia è in costruzione un santuario dove la salma sarà collocata definitivamente). Il significato di tale monumento è tratto dal Vangelo: «Se il chicco di grano, caduto in terra, non muore, rimane solo; se invece muore, produce molto frutto» (Gv, 12,24). La Chiesa ne ricorda la memoria il 21 ottobre, giorno del suo Battesimo.
Il poeta Mario Luzi ha dedicato nel 2003 una pièce teatrale a padre Puglisi, Il fiore del dolore, rappresentata al teatro Biondo di Palermo lo stesso anno. Lo scrittore Alessandro D'Avenia, che fu allievo del liceo classico Vittorio Emanuele II e non ebbe direttamente don Puglisi come docente ma lo conobbe in occasione di alcune supplenze, ha dedicato il suo libro del 2014 Ciò che inferno non è proprio alla figura del presbitero, che molto lo ha colpito nei suoi anni di studi liceali. L'attore teatrale Christian Di Domenico porta in scena a partire dal 2013 in tutta Italia uno spettacolo dedicato alla sua memoria, U' Parrinu. Il cantautore palermitano Pippo Pollina ha dedicato a don Puglisi il brano E se ognuno fa qualcosa, all'interno dell'album L'appartenenza (2014).

## Devozioni
Molto probabilmente padre Pino era devoto alla Madonna del Perpetuo Soccorso, in quanto vi sono numerose raffigurazioni di tale immagine di Maria nella casa a Brancaccio di don Puglisi, aperta a tutti come un museo ecclesiastico.

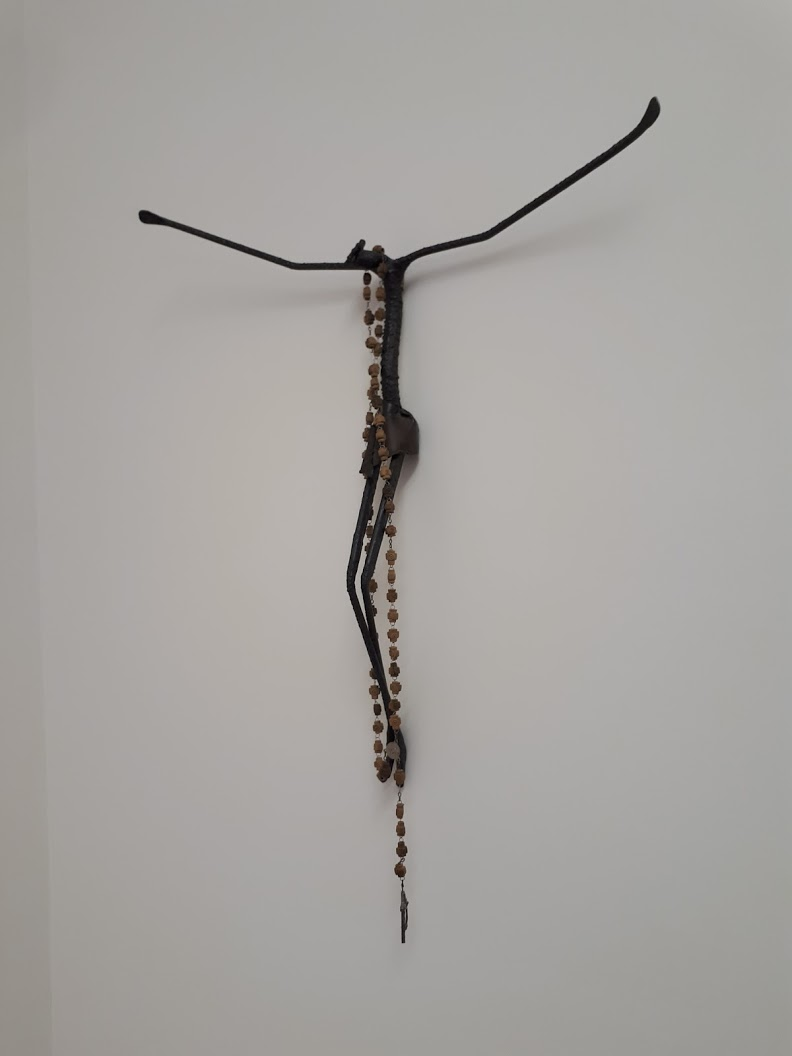
Il crocifisso nella camera da letto di Padre Puglisi

## Rappresentazioni nei media
- Alla luce del sole, film di Roberto Faenza sulla vita di padre Puglisi, con Luca Zingaretti.
- Brancaccio, film di Gianfranco Albano, con Ugo Dighero.
- La Missione di 3P, cortometraggio animato di Rosalba Vitellaro, in cui la voce di padre Puglisi è prestata da Leo Gullotta.
- L'Ultimo sorriso, di Sergio Quartana e Rosalinda Ferrante, con Paride Benassai.

## Musical
- L'Amore salverà il mondo, Musical sulla vita di padre Puglisi. Testi di Piero Castellacci e Giuseppe Calderone. Musiche di Michele Paulicelli e Giuseppe Calderone